# Arterias digitales dorsales del pie
Las arterias digitales dorsales del pie son pequeñas arterias  que nacen en las arterias metatarsianas dorsales e irrigan los dedos del pie.

## Trayecto
Al nivel de las articulaciones metacarpofalángicas, las arterias metatarsianas dorsales (que nacen en la arteria arcuata) se bifurcan cada una en dos arterias digitales dorsales, las cuales se dirigen a los dos lados de los dedos que limitan los espacios interóseos.